# Plano anatómico

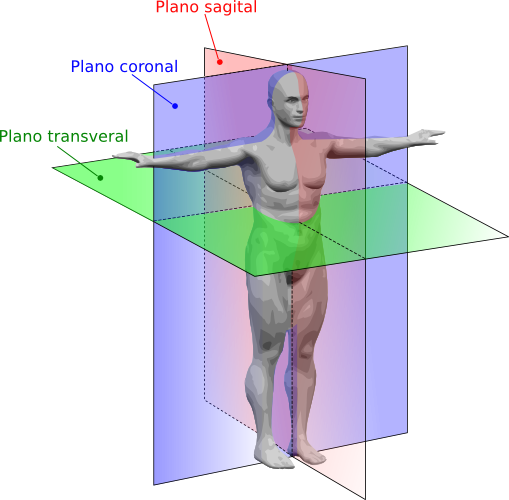
Os três planos anatómicos do corpo: sagital, transversal e frontal.

Em anatomia, os planos anatómicos (português europeu) ou planos anatômicos (português brasileiro) , são planos hipotéticos usados para dividir o corpo humano de forma a descrever a localização de estruturas ou a direção dos movimentos. Em anatomia humana e animal são usados três planos elementares:
- O plano sagital é um plano paralelo à linha sagital. Divide o corpo nas porções esquerda e direita.[3]
- O plano frontal ou coronal divide o corpo nas porções anterior (frente) e posterior (costas).[4]
- O plano transversal divide o corpo nas porções cranial (superior) e caudal (inferior).[5]

## No corpo humano
O corpo humano na posição anatômica pode ser dividido conceitualmente em planos.
- O plano mediano é um plano vertical que passa através do eixo mais longo que cruza o corpo, dos pés até a cabeça; este plano separa o corpo em antímeros direito e esquerdo. O que quer que esteja situada próximo a este plano é chamado medial, e o que está longe dele, lateral.

- Um plano sagital é paralelo ao plano mediano.

- O plano coronal é também um plano vertical que passa pelo eixo maior (dos pés à cabeça), mas é perpendicular ao plano mediano, separando a frente do corpo, ou ventre, da parte de trás, ou dorso. Algo em posição à frente do plano frontal é chamado anterior, ao passo que algo situado atrás desse plano é chamado posterior.

- O plano horizontal, transverso ou axial atravessa o eixo menor do corpo, do dorso até o ventre, isto é, da posição posterior para a anterior. Divide a estrutura atravessada em porções superior e inferior.

- De um modo resumido podemos dizer que a posição anatômica do corpo humano encontra-se ereto com os pés juntos e a face, os olhos e as palmas das mãos dirigidos para frente.

1. ↑  Mattos, Leandro. «Planos anatômicos e eixos do corpo humano – Anatomia papel e caneta». Consultado em 23 de fevereiro de 2025
2. ↑  «Planos e termos de referência utilizados na descrição anatômica | Biomedicina Padrão». Consultado em 23 de fevereiro de 2025
3. ↑  Fernandes, Pablo (25 de julho de 2024). «Resumo de Plano Sagital: conceito, divisão e mais!». Estratégia MED. Consultado em 23 de fevereiro de 2025
4. ↑  «Avaliação Postural - Plano...». e-Aulas da USP. Consultado em 23 de fevereiro de 2025
5. ↑  Silva, Kayus (16 de junho de 2020). «Quais movimentos que ocorrem no Plano Transversal?». Portal Treino em Foco - Educação Física. Consultado em 23 de fevereiro de 2025